# Voice (группа, Германия)
Voice (рус. Голос) — немецкая пауэр-метал-группа, образованная в 1996 году.

## История
Музыкальный коллектив Voice был образован в 1996 году вокалистом Оливером Гласом. Позднее к нему присоединились гитаристы Рико Хендель и Томми Нойхирль, барабанщик Арнд Отто, клавишник Маттиас Лёшер и басист Сёрен Глас. В год основания коллектив на лейбле Blue House Records выпускает дебютный альбом Prediction, который стилистически двигался в направлении пауэр-метала с элементами прогрессива и классического хеви-рока. Музыкой группы заинтересовался лейбл AFM Records, который переиздал дебютный альбом в 1999 году с новой обложкой, в этом же году выходит второй альбом группы Trapped in Anguish, звучание которого стало более тяжёлым и плотным. Перед записью третьего альбома Golden Signs коллектив покидает барабанщик Арнд Отто и клавишник Маттиас Лёшер. В процессе студийной записи их заменяют Штефан Шварцманн и Тило Рокстро соответственно. На альбоме исчезли имевшиеся ранее элементы прогрессивного метала, а общая стилистика релиза двигалась в направлении классического мелодического пауэр-метала.

## Стиль, влияние
По мнению музыкальных критиков, в своих композициях группа совмещает элементы пауэр-метала и прогрессив-метала. Как указывают рецензенты, на музыку Voice могли оказать влияние такие коллективы, как Pretty Maids и Tarot.

## Участники

### Настоящий состав
- Оливер Глас (Oliver Glas) — вокал (с 1996)
- Томми Нойхирль (Thommy Neuhierl) — гитара (с 1996)
- Рико Хендель (Rico Hendel) — гитара (с 1996)
- Сёрен Глас (Sören Glas) — бас (с 1996)
- Йенс Куге (Jens Kuge) — ударные (с 2003)

### Бывшие участники
- Штефан Шварцманн (Stefan Schwarzmann) — ударные (2001)
- Арнд Отто (Arnd Otto) — ударные (1996—1999)
- Маттиас Лёшер (Matthias Löscher) — клавишные (1996—1999)
- Тило Рокстро (Tilo Rockstroh) — клавишные (2001—2003)
- Йенс Бахман (Jens Bachman) — бэк-вокал (1999—2001)

## Дискография
- 1996 год — Prediction (переиздан в 1999 году)
- 1999 год — Trapped in Anguish
- 2001 год — Golden Signs
- 2003 год — Soulhunter